# Knista församling
Knista församling är en församling i Norra Närkes kontrakt i Strängnäs stift. Församlingen ligger i Lekebergs kommun i Örebro län (Närke). Församlingen utgör ett eget pastorat.

## Administrativ historik
Församlingen har medeltida ursprung. År 1583 utbröts Möckelsbodars församling (Karlskoga).
Församlingen var till 2006 moderförsamling i pastoratet Knista och Hidinge som före 1651 och efter 1986 även omfattade Kvistbro församling. I församlingen uppgick 2006 Kvistbro och Hidinge församlingar.

## Kyrkor
- Hidinge gamla kyrka
- Hidinge kyrka
- Knista kyrka
- Kvistbro kyrka
- Mullhyttans kyrka